# Jean Pérez
Jean Pérez (1833-1914) est un professeur de zoologie à la Faculté des Sciences de l'Université de Bordeaux. Son travail sur les hyménoptères l'amènera à collaborer avec Léon Dufour et Jean-Henri Fabre. Son œuvre majeure est Les abeilles, parue en 1889.